# Campeonato Europeo de Voleibol Masculino de 2026
El XXXIV Campeonato Europeo de Voleibol Masculino se celebrará en Rumania en el año 2026 bajo la organización de la Confederación Europea de Voleibol (CEV) y la Federación Rumana de Voleibol.
Un total de 24 selecciones nacionales afiliadas a la CEV competirán por el título de campeón europeo, cuyo actual portador es el equipo de Polonia, vencedor del Europeo de 2023. 